# Hélder Vicente
Hélder Vicente de Jesus Serafim (Luanda, 30 settembre 1975) è un ex calciatore angolano, di ruolo difensore.

## Carriera

### Club
Ha giocato nel campionato angolano e portoghese.

### Nazionale
Ha collezionato 33 presenze con la maglia della Nazionale.